# Un anno cruciale
Un anno cruciale è un libro autobiografico della scrittrice francese Anne Wiazemsky che racconta del suo incontro e del successivo matrimonio con il regista Jean-Luc Godard, tra l'estate 1966 e l'estate 1967.

## Trama
Anne Wiazemsky è una ragazza all'ultimo anno di liceo, che ha appena girato come giovane attrice il film Au hasard Balthazar per la regia di Robert Bresson; conosce per caso Jean-Luc Godard, allora regista molto affermato, da poco separato dalla moglie Anna Karina. Nel giugno 1966 Anne gli scrive una corta lettera d'amore e scopre che lui l'aveva già notata, malgrado la loro forte differenza d'età. Per la legge francese del tempo, Anne è ancora minorenne, quindi i due devono nascondere la loro relazione; lei inoltre proviene da una famiglia di tradizione cattolica, il nonno materno è lo scrittore premio Nobel François Mauriac, molto distante come posizione politica da Godard, suggestionato nei tardi anni sessantadalla Rivoluzione culturale cinese.
Malgrado le resistenze della famiglia, e continui dubbi della ragazza, i due si sposano in Svizzera poco dopo il termine dei lavori del film La cinese che vede la loro prima collaborazione professionale; le riprese hanno luogo in un appartamento di Parigi nel quale poi la coppia si recherà a abitare.

## Edizioni
- Anne Wiazemsky, Un anno cruciale, traduzione di S.Manfredo, coll. Dal mondo, e/o,  p. 204, ISBN 978-88-6632-249-8.